# Nya Bolaget Sjöexpress

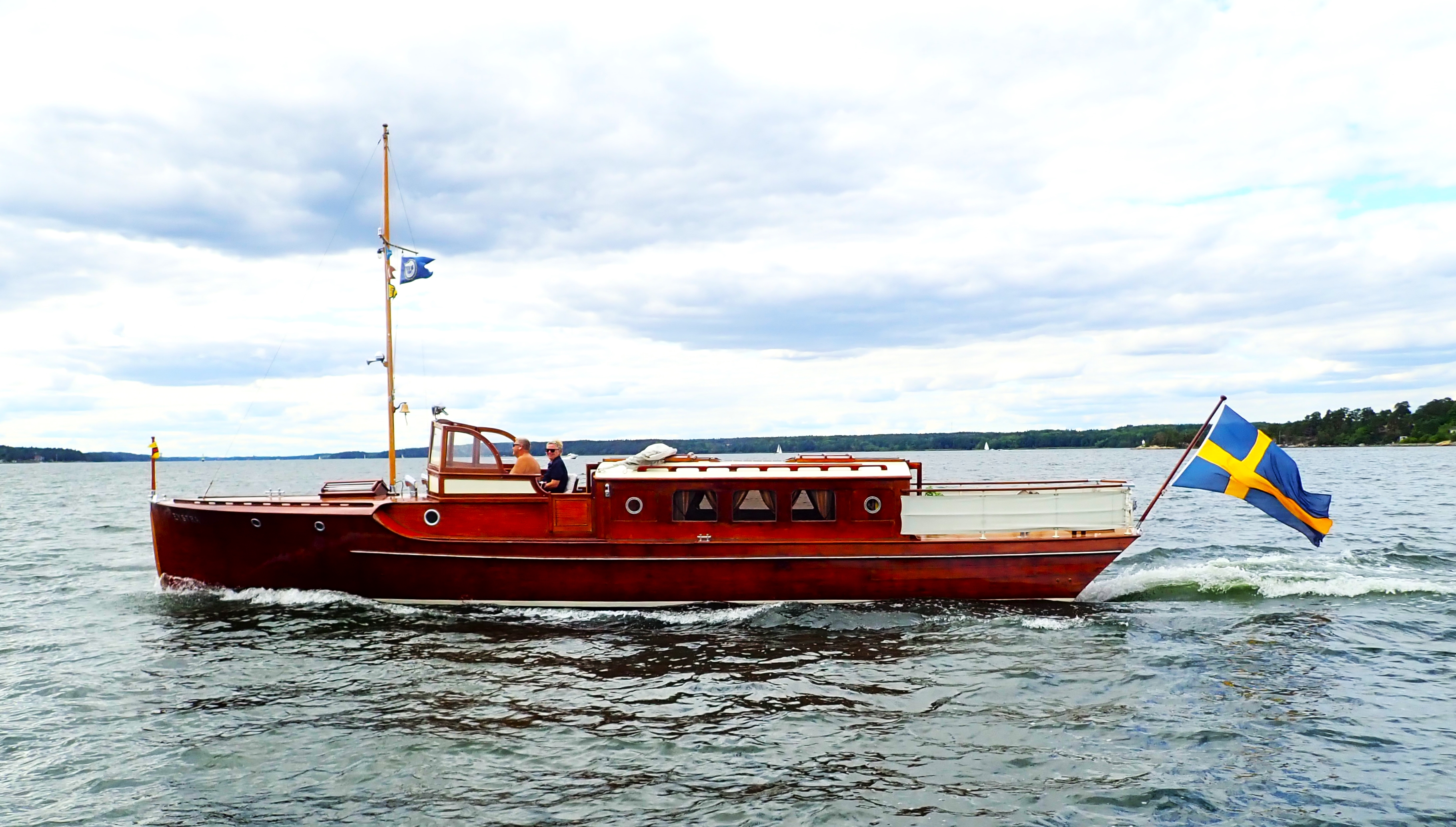
M/Y Eystra, 2021

Nya Bolaget Sjöexpress var ett svenskt motorbåtsvarv på Lidingö. Företaget bildades som Sjöexpress 1898. Det ombildades efter en konkurs 1907 till Nya Bolaget Sjöexpress under Henning Forslund. Varvet brann ner 1947.

## Historik

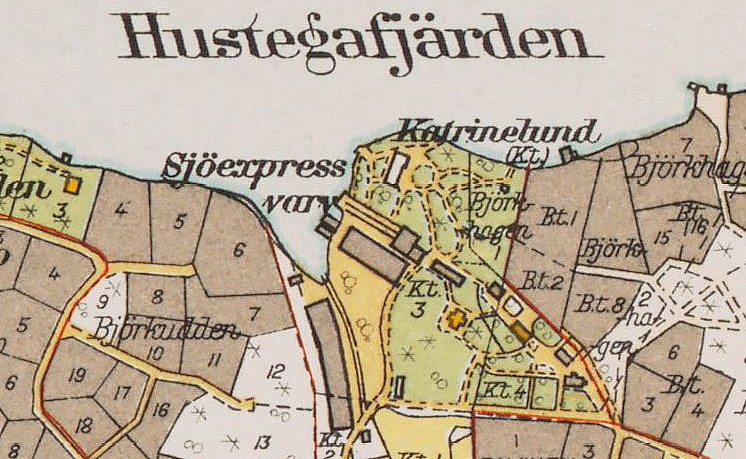
Sjöexpress varv 1920-tal.

Sjöexpress etablerades först på en strandtomt vid Djurgårdsbrunnsviken. Efter att verksamheten hade övertagits av Henning Forslund 1907 flyttade varvet 1913 till Lidingö. Efter ytterligare en flytt anlades varvets byggnader i en vik av Hustegafjärden i Killinge, eller Katrinelund som området också kallades, på norra Lidingön. Till anläggningen hörde varvshall, uppläggningsskjul, garage och bryggor. Sjöexpress blev ett av de mest kända och välrenommerade varven och ett av Sveriges största motorbåtsvarv med över 500 byggen fram till 1947.
Företaget hade som båtkonstruktörer bland andra Carl Albert Fagerman och Henning Forslunds yngre halvbror Gideon Forslund. Gideon Forslund hade från omkring 1917 också egen båttillverkning i Forslunds varv på Kungsholmen i Stockholm. Sjöexpress byggde nästan enbart motorbåtar, men under andra världskriget gick det knappast att sälja motorbåtar på grund av bränslebristen, varför varvet då också byggde små mahognysegelbåtar.

## Byggda båtar i urval
- 1926 Pilen, ritad av Einar Runius tillsammans med Carl Albert Fagerman
- 1928 M/Y Tärnan, konstruerad av Henning Forslund och Carl Albert Fagerman
- 1930 Den förruffade passbåten M/Y Esso, konstruerad av Carl Albert Fagerman, längd 8,5 meter, bredd 1,95 meter, k-märkt av Sjöhistoriska museet
- 1928-1929 M/Y Aavon, runabout, ritad av Henning Forsklund
- 1930 Den förruffade passbåten M/Y Eystra, längd 8,5 meter, bredd 1,95 meter, k-märkt av Sjöhistoriska museet.[1]
- 1942 Ettan, 5 meter lång segelbåt, konstruerad av Knut Ljungberg[2]

## Branden
Den 8 oktober 1947 utbröt en våldsam brand i varvslokalen. Brandförloppet var explosionsartad på grund av stora mängder torrt trävirke, oljor och färger. Hettan var enorm och eldslågorna syntes runt större delen av Lidingö. Branden bekämpades av 35 brandmän från Lidingö brandkår som lyckades att begränsa branden till själva varvsbyggnaden. Allt i varvshallen som båtar (bland annat åtta nybyggen),  motorer, maskiner och ritningar brann upp. Ett 40-tal båtar som vinterförvarade i ett närbeläget skjul kunde räddas. Det var förmodligen en kortslutning som startade branden. Inga människor kom till skada. Varvet var inte fullvärdesförsäkrat vilket var troligen anledningen till att det aldrig kom helt på fötter igen. Den 29 juni 1948 utlystes en stor auktion på varvet med anledning av dess nedläggning. Idag återstår fundament och kajer.

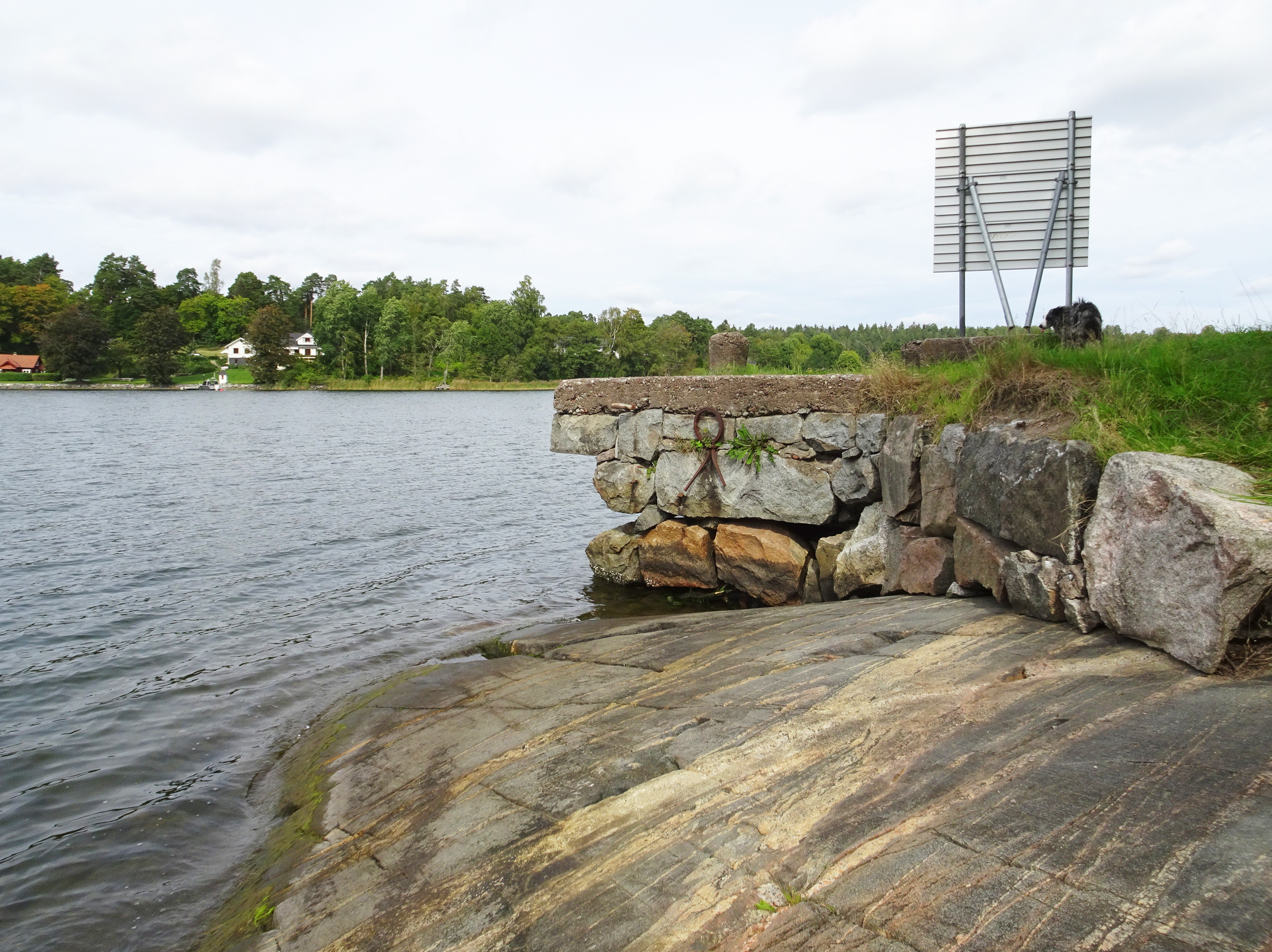
Lämningar efter varvet, september 2021

## Bildgalleri

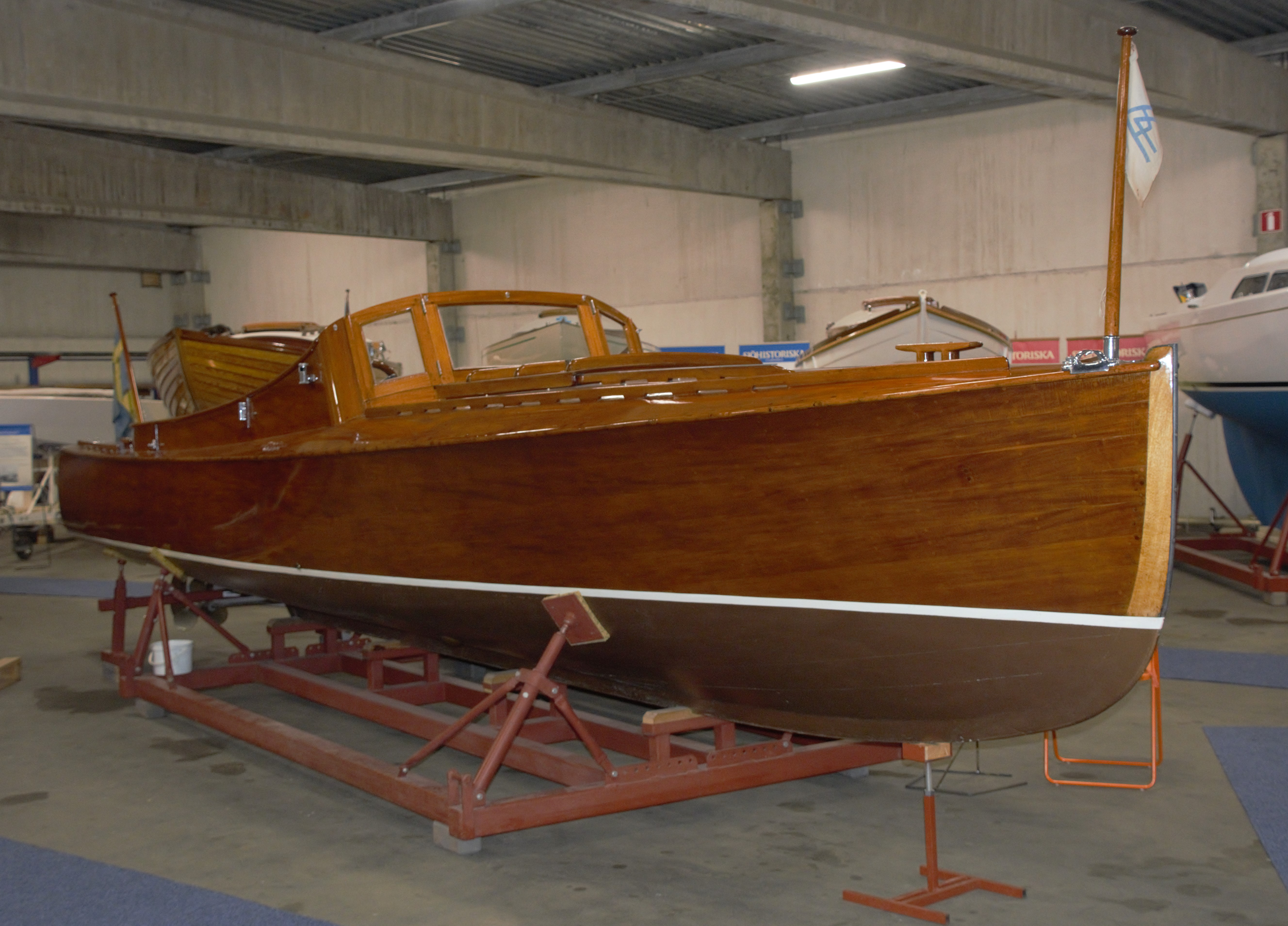
M/Y Aavon, runabout ritad av Henning Forslund och tillverkad 1928.1929